# (73170) 2002 HQ1
(73170) 2002 HQ1 – planetoida z pasa głównego asteroid okrążająca Słońce w ciągu 3,4 lat w średniej odległości 2,26 j.a. Odkryta 16 kwietnia 2002 roku.